# 瞳れん
瞳 れん（ひとみ れん、1984年5月13日 - ）は、日本の元AV女優。

## 略歴
宮崎県出身。2005年頃にAVデビュー。黒ギャル系の人気キカタン（企画単体）女優。所属事務所はツートッププロ。
2008年4月末をもって引退。
AVグランプリ 2008のレズ部門で、出演した『陵辱レズ調教 羞恥と快楽に溺れゆく女達』(U&K)が最優秀賞。賞金100万円。

## 出演作品

### アダルトビデオ
2005年
- HOT!HOT!DISC1（10月22日 オフィスケイズ）
- Heat Dancing Beat Paradise volume.04（11月12日 ラハイナ東海）
- AVスカウトリアル（11月20日 イマージュ）
- 女子高生恍惚Night vol.01（12月9日 映天）
- 女子校生の花園 2（12月19日 スタイルアート）
- ボディコンライブ お立ち台復活祭（12月19日 BODY）
- エナジーガールズスーパーダンスゴー!ゴー! VOL.3（12月19日 BODY）
- 全編デジタルモザイク ALLフェラチオ24（12月21日 SODクリエイト）

2006年
- ULTRA LOOSE 瞳れん&美穂（デジタルアーク）
- Drive02 erotic travel（1月19日 スタイルアート）
- お尻万博2006 桃尻学園高等部 女子高生（1月20日 プレステージ）
- RANCHIKI DANCE Vol.08（2月3日 映天）
- 女子高生恍惚Night vol.02（2月3日 映天）
- 名門女子校おまんこ部!（2月19日 ドグマ）
- ENERGY HIGH SCHOOL Groovy!Dance Party!!（2月19日 BODY）
- Ero-Psycho（2月19日 BODY）
- 痴女的行為M女的行為（3月10日 デジタルアーク）
- MOODYZファン感謝祭　バコバコバスツアー2006（3月13日 MOODYZ）
- ヴァーチャル痴女の実態 VOL.01（3月15日 未来・フューチャー）
- Hないたずらガマン！動いたら罰ゲーム!!2 7人のミニスカギャル・ブーツ軍団編（3月16日 ディープス）
- 集団女子校生痴女 卒業バス旅行編（3月24日 メディアステーション）
- ONE+GAL DX 2（4月10日 ゴリラプロジェクト）
- アゲアゲ★ランチキ★DANCE stage 1（4月15日 ジャネス）
- 美人女教師・犯され体験 3（4月25日 TMクリエイト）
- ドリーム学園10（5月1日 MOODYZ）
- 七人の「顔騎」女たち（5月10日 AVS）
- RANCHIKI ZENRA DANCE BATTLE（5月12日 映天）
- なんでもアリの!!女子校生限定 ウテウテダンス甲痴園 4（5月18日 ディープス）
- ボディコンダンス痴女（5月19日 スタイルアート）
- 女子校生乱痴気ダンス 2（5月19日 スタイルアート）
- 集団OL痴女 群れムレサービス残業編（5月26日 メディアステーション）
- 女子高生20人!ダンスゲームバトル開幕 集団ダンス快楽園!（6月8日 ディープス）
- 美々恋々… ファースト・レズ（6月10日 プレステージ）
- フェラコレ2006夏（6月12日 隼エージェンシー）
- 巨乳LOVE III（6月12日 隼エージェンシー）
- 女子校生強姦（6月12日 隼エージェンシー）
- ヌギヌギ★DANCE VIP DANCERS（6月15日 ジャネス）
- 網タイツ 極上の美脚をもつ女たち。（6月15日 未来・フューチャー）
- DANCE FUCK（6月19日 スタイルアート）
- DANCE SPIRIT WET GALS（6月19日 スタイルアート）
- 痴女キャバクラ（6月20日 イマージュ）
- 【ラヴ・エモーション】（6月24日 デジタルアーク）
- VIP乱交娘。～クラブハーレム～（7月7日 プレミアム）
- こだわりの手コキ 4時間SP 40人のハンドメイド（7月10日 隼エージェンシー）
- クイコミDANCE Specials（7月15日 ジャネス）
- 競泳水着（7月19日 スタイルアート）
- エロカワな女子校生痴女!!（7月19日 スタイルアート）
- ドスケベに改造された痙攣ギャル（8月4日 SODクリエイト）
- HEROMES（エロメス） 06（8月4日 ディープス）
- ナンパ強姦 ナンパされて無理やり犯された7人のギャル（8月10日 隼エージェンシー）
- オナニスト 第14章（8月10日 隼エージェンシー）
- WクイコミDANCE 1（8月15日 ジャネス）
- ヌギヌギ★DANCE ～アゲアゲ サタデイナイト～（8月15日 ジャネス）
- 人気AV女優を泥酔させてマジでやりたい変態SEXをさせる（8月15日 アレックス）
- 激痛快!! 金蹴りin路上（8月19日 スタイルアート）
- ボディコン集団痴女!! 男を痴女る猛烈美女（8月19日 スタイルアート）
- キャバ嬢中出し 3 池袋M れん（8月25日 オープンモール）
- VERSUS 1（8月25日 未来・フューチャー）
- ドリーム学園10 6時間1980円 完全版（9月1日 MOODYZ）
- 女子校生・ヌギヌギ DANCE★PARTY（9月19日 スタイルアート）
- 女子校生DANCE痴女（9月19日 スタイルアート）
- 「尻」ボディコン編（9月19日 スタイルアート）
- キャバ嬢いじり（9月22日 笠倉出版社）
- OILY BODY-EROTICA DANCE（9月25日 ジャネス）
- RANCHIKI DANCE Vol.10（10月6日 映天）
- 激 GEKI VOL.02（10月13日 ビッグモーカル）
- KARMA2周年特別企画 どっちがエロいんでSHOW!（10月13日 カルマ）
- ヌギヌギダンス EVOLUTION（10月15日 ジャネス）
- 極上手こき（10月19日 ミスター・インパクト）
- 雌女anthology #039 「女の口は嘘をつく。」（10月20日 アウダースジャパン）
- 男子禁制 女だらけのちちくり現場（10月20日 笠倉出版社）
- NOモザイク!おげれつダンス!! PART.1（10月25日 未来・フューチャー）
- 超高級美少女レズ・ソープ嬢 紅音ほたる（11月4日 ディープス）
- 義母と義姉（11月5日 ワープエンタテインメント）
- 地上波では絶対見れないアダルトビデオバラエティ Kさま!!（11月13日 カルマ）
- チ●ポ汁を搾り取るおげれつな女達（11月15日 ジャネス）
- 女子高生新宿中出し 4 れんちゃん（11月17日 オープンモール）
- くい込み!!着エロ!!ダンス!! 2（12月2日 ラハイナ東海）
- GAL DANCER 中出し20連発（12月7日 アイエナジー）
- WORK THIS PUSSY SMASH UP DANCER’S REN HITOMI（12月9日 ラハイナ東海）
- 巨乳レイプ4時間 第9章（12月10日 隼エージェンシー）
- フリーダム学園 校内集団暴行（12月11日 フリーダム）
- 顔騎放尿倶楽部（12月11日 フリーダム）
- 美少女足裏（12月11日 フリーダム）
- 女子校生痴女バスツアー（12月19日 スタイルアート）
- オナニーダンス（12月19日 BODY）
- モロ出し水中運動会 3（12月20日 イマージュ）
- 求人案内 6（12月25日 TMクリエイト）

2007年
- 癒らし。Vol.26（1月5日 アウダースジャパン）
- キュートでお洒落な女の子のスケまんをじっくり拝めちゃう激ヤバ映像 VOL.2（1月5日 未来 フューチャー）
- 小便虐め 其之弐（1月10日 AVS）
- ボディコンダンスREMIX（1月13日 ラハイナ東海）
- 女子校生レイプ5 犯されまくる12人の女子校生（1月13日 隼エージェンシー）
- REN DANCE FUCKER（1月19日 スタイルアート）
- 野外露出ダンス COLLECTION 2（1月19日 スタイルアート）
- 素人オネギャルHEAVEN vol.5（1月19日 おかず。（ケイ・エム・プロデュース)）
- THE KING GAME 2（1月20日 アレックス）
- 痙攣初アクメ 4（1月30日 アルファーインターナショナル）
- グチョヌレエグエグぶっかけダンス（2月3日 ラハイナ東海）
- 猛臭ローファーを履いた女子高生（2月13日 IWGB）
- ギャルコレ!6（レンタル）（2月16日 うまなみ。（ケイ・エム・プロデュース））
- うまなみプレゼンツ。 28 ギャルコレ! 4時間 3（セル）（2月16日 おかず。（ケイ・エム・プロデュース））
- 女子校生れずびあん vol.1（2月19日 BRAVO）
- 超ヌギヌギDANCE 3（2月19日 スタイルアート）
- 僕の部屋にエロエロギャルがやって来た（2月22日 アキノリ）
- 女性専用車両にボクひとり 完全版（2月23日 メディアステーション）
- 人気AV女優が出会いサイトで素人くんをゲット!（2月25日 P☆MAX）
- 彼女のカノジョと *17（3月2日 ゴーゴーズ）
- 禁断附属女学園 2（3月8日 アウダースジャパン）
- DOKIレズ 8（3月8日 アウダースジャパン）
- やっぱ!素人でしょ（3月10日、隼エージェンシー）
- 監禁飼育ハーレム（3月15日 ジェイモデル）
- FREEDOM SCHOOL GAL 掃除機責め（3月16日 フリーダム）
- FREEDOM SCHOOL GAL 尻コキ（3月16日 フリーダム）
- FREEDOM SCHOOL GAL 脚責め（3月16日 フリーダム）
- GAL★ブーツ（3月16日 ジャパン）
- 女子校生限定!パラパラ潮吹き噴射トランス45発以上（3月22日 ディープス）
- 僕の部屋にエロエロギャルがやって来た 2（3月22日 アキノリ）
- Between danced groins（3月25日 BRAVO）
- W痴女（3月25日 ジャネス）
- LEG SEX III PART-1（3月25日 ジャネス）
- Ren AI Style（3月27日 デジタルアーク）
- GIRLZ（3月29日 クライムタイム）
- 淫乱ナース中出し乱交（4月5日 タカラ映像）
- 尻フェチダンス 1（4月7日 ラハイナ東海）
- 芸能人予備軍の女子○学生の皆さ〜ん!私がHなレゲエダンサーです。（4月19日 LADY×LADY）
- レズビアンDance（4月20日 メディアアーツ）
- NOモザイク!おげれつダンス!! PART.8（4月25日 未来・フューチャー）
- 潮吹きバラエティー‘噴射の神様’ Vol.5 完全版（4月27日 おかず。（ケイ・エム・プロデュース））
- ギャルのニーソックス（4月26日、ジャパン）
- 汚ギャルのヤリスギダンス（4月28日 ラハイナ東海）
- キレイなお姉さん方がSEXさながらに男たちと密着エロエロDANCE VOL.3（5月2日 プレステージ）
- 入部したら男は僕一人ぼっちだった…。（5月4日 アキノリ）
- ヌルベチョ おげれつ女子校生ダンス 1（5月5日 未来・フューチャー）
- GALと女子校生 1（5月25日 U&K）
- 淫乱痴女学園 3（6月1日 アイデアポケット）
- FELLATIO FESTIVAL 5（6月1日 アイデアポケット）
- 完全主観　可愛い教え子と密室温泉旅行（6月7日 アキノリ）
- ローションフェチダンス 1（6月15日、ジャネス）
- 素人ドスケベGALS 完全版（6月18日 おかず。（ケイ・エム・プロデュース））
- 女子校生が熟女にレズ調教（6月19日 スタイルアート）
- ギャリンチgalynch（6月21日 SODクリエイト）
- エクスタシー（6月22日 レアル・ワークス）
- 優しい義母の筆下ろし（6月22日 日本メディアサプライ）
- 尻ふぇち（6月25日 ジャネス）
- 仕事を忘れた女優の本音がぶつかる!! 仕事を忘れて恋愛SEXしてみませんか!?（7月5日 SODクリエイト）
- 夏だ!レゲエだ!ダンサー100人!!地響きが起こる腰づかいでフリまくり痴女りまくりチ○ポヌキ祭り!!（7月5日 ディープス）
- 女子校生ノ同性愛 3（7月5日 ジャネス）
- アナル全開!レズダンスバトル!! 1（7月5日 ジャネス）
- マン毛まる出し!アナル全開! 3（7月5日 ジャネス）
- トリプル痴女GROOVE（7月7日 プレミアム）
- 若妻の肌ざわり（7月10日 光夜蝶）
- バコバス2006&2007特別編（7月13日、MOODYZ）他多数出演
- おげれつ女子校生ダンス 1（7月15日 未来・フューチャー）
- オゲレツ!クイコミ!!レズダンス Ren&Nami（7月19日 スタイルアート）
- モデギャルFUCK EDITION IV（8月3日 グローリークエスト）
- 6.5周年記念作品 No.1美女軍団 黒人 銀行強盗事件 中出し50連発（8月4日 アイエナジー）
- アナルシワもばっちり!!女子校生（裏）おげダンス!!（8月5日 未来・フューチャー）オムニバス作品
- 性的浴場 貸切ソープランド（8月16日 アキノリ）
- 近親相姦 4（8月19日 スタイルアート）
- Double Dance Over Drive（8月19日 スタイルアート）
- エロ過ぎ腰フリ ハイパー騎乗位 中出しDANCE（8月20日 ピーターズ）
- 驚愕!人気AV女優たちの泥酔セックス（8月20日 アレックス）
- フリーダム☆オーディション 金蹴り編（8月21日 フリーダム）
- フリーダム☆オーディション 脚責め編（8月21日 フリーダム）
- フリーダム☆オーディション 手コキ・キス編（8月21日 フリーダム）
- 美汗レズ接吻（8月25日 アロマ企画）
- おげれつ集団ダンス 2（8月25日 未来・フューチャー）
- オゲエロ女の挑発ダンス 2（8月25日 未来・フューチャー）
- Glam Mode（8月28日 デジタルアーク）
- 新刊雑誌の読者モデル選考会に応募してきた女をレズの審査員がヤる（9月7日、カッコイイ!）
- YOKOHAMA REAL GAL’S Mission 04（9月12日 無敵屋）
- 冷たい性欲の少女達（9月19日 ドグマ）
- 性感ch 性感マッサージを受ける女優たち（9月19日 ミスター・インパクト）
- 生意気ギャルをレイプしてイカセまくって生中出ししました（9月21日 おかず。（ケイ・エム・プロデュース））
- BACK Fucker（9月30日 ゴリラプロジェクト）
- しりとり緊縛侍 ‘しりとりに負けると緊縛レイプ'（10月1日 V（ヴィ））
- 調教レズビアン 1 ～女教師に犯される女子校生～（10月5日 ジャネス）
- 六本木ショーダンサー（10月20日 イマージュ）
- 危ないダンス【女子校生編】 2（10月25日 ジャネス）
- Wポールダンスファック（11月1日 MOODYZ）
- パンティーマ●コに喰い込ませて こすりつけオナニーする女 1（11月15日 ジャネス）
- 強制フェラ・中出し・アクメ捕虜収容所3（11月19日 ドグマ）
- ディルドで遊ぶ女優たち（11月19日 ミスター・インパクト）
- 渋谷系エロカワGALの手コキパラダイス（11月20日 イマージュ）
- ギャルのニーソックス Vol.3（11月21日 フリーダム）
- フリーダム・メンズエステ ～M男的リラクゼーション～（11月21日 フリーダム）
- 顔騎放尿GALS（11月21日 フリーダム）
- 女子校生達の脚責め（11月21日 フリーダム）
- kira☆kira SPECIAL DANCINGGALS★集団乱交（11月25日 kira☆kira）
- Sフェラギャル 7人のイケイケ痴女ギャルフェラヌキ攻撃（11月27日 デジタルアーク）
- ファン感謝祭 人気女優6人と必ずヤれる乱交パーティー（12月1日 V（ヴィ））
- 陵辱レズ調教 羞恥と快楽に溺れゆく女達。（12月1日 U&K）
- おげ×2 尻フェチ!1（12月15日 ジャネス）
- 18’s SLAVE女子校生陵辱ファイル（12月15日 ジェイモデル）
- 陵辱痴漢バス（12月20日、イマージュ）
- 死ぬほどセックスしたい!（12月25日、デジタルアーク）

2008年
- 美人レイパー四銃士!強制連行ハンターワゴン（1月5日 Hunter）
- 強制フェラ・中出し・アクメ捕虜収容所3（1月25日 ミュージアムネクスト）
- セクキャバレズ 6匹のレズ牝 濡れ乱れ快楽痴態（2月13日 アロマ企画）
- 手コキ強制射精 『シゴかれッ!!』 VOL 8（2月15日 U&K）
- ヒーリングエステサロン 股間トリートメント（3月6日 アキノリ）
- 病みつきオナニー episode.X（3月7日 U&K）
- 朝までレズ電マ! ～悪酔いイキまくり酒乱交～（3月7日 GLAY'z）
- 女子校生×脚コキ（3月7日 映天）
- 時間よ止まれ! パート9（4月4日、V&Rプロダクツ）
- 足コキ ニーソックス（4月11日、TMA）
- 革手袋手コキ研究所（4月18日、GLAY'z）
- Provocation（5月15日、JUSTICE）
- 近親レズ 2 義母を犯す娘（5月19日 スタイルアート）
- レズ レイプ 4 ～女子校生ガ熟女ヲ犯ス～（5月25日、ジャネス）
- HIP SHAKE DANCE 1（6月5日、ジャネス）
- Fetish Lesbian（6月16日 ドリームクリエイト）
- 濃厚接吻マン舐め地獄 1（6月19日 スタイルアート）
- kira☆kira HIGH SCHOOL GALS Vol.4（6月19日、kira☆kira）
- unfair violence（6月22日、HARD CCORE）
- ギャルは中出し、時々、3P 2（6月27日、メディアバンク）
- 鬼イカセ ザ・ドリル 4時間（7月18日、ECSTASY）
- 東京 PUSSY DOPE MIX（10月2日、GLORY QUEST）
- 語りかけオナニー 「ヌイて!」（10月17日、十色）
- スゴイ!SEX GF編（10月17日、スゴイ!）
- HOT感謝祭 THE 野球拳COLISEUM（11月22日、ホットエンターテイメント）
- 語りかけオナニー 「ヌイて!」 2（12月19日、十色）

2009年
- レズビアンテンプテーション 〜Lへの誘い 第二章〜（2月27日、LADIES♀ROOM）
- エロ尻でダンス!アナル丸見えでダンス!（3月5日、未来 フューチャー）
- レズ!挑発!ダンス!!（3月19日、style art）
- 制服女子校生の痴女ハーレムSP（4月19日、style art）
- ヒップ!ホップ!ストリップ!（4月19日、style art）
- レズの鬼 レズぶったぎり2時間（4月24日、LADIES♀ROOM）
- ギャル生中出しFUCK 10連発4時間（6月12日、メディアバンク）
- レズ校生 乙女の園に咲く未成熟美少女レズ（6月19日、LADIES♀ROOM）
- 女子校生が熟女をベロキス唾液で責めまくり! マンコとアナルでイカセまくり!!（6月27日、性癖組）
- レズの女子校生がびちょ濡れマンコを舐め回しドロドロに交尾する（7月3日、the K）
- ペニバンとアナル舐めと唾液責めで熟女を犯す女子校生のディープレズ（8月19日、style art）
- 舐めまくり女子校生レズ中毒（8月19日、style art）
- レズ校生 2 乙女の園に咲く未成熟美少女レズ（11月26日、LADIES♀ROOM）
- 禁断レズ調教-女の肉欲に目覚め溺れゆく女達-（12月18日、LADIES♀ROOM）

2010年
- 女子校生に犯される熟女 4時間（3月13日、性癖組）
- 犯られる熟女と痴女な女子校生（3月19日、style art）
- 3P×5 女子10人2時間45分乱れっぱなし!SPECIAL No.08（5月12日、GoGo's）
- 女子校生が熟女にレズ調教 DX（7月19日、style art）
- 手コKING（8月10日、GOLD Project）
- ONANIE オナニーしちゃダメですか? 4時間スペシャル（8月24日、digital ark）
- 手コKING 2（9月11日、GOLD Project）
- レズ無双 2（11月13日、U&K）
- ギャルコキ 瞬殺濃厚フェチ完全網羅（12月17日、S♥E♥X Agent）
- 7人の中出しダンサー 尻痴女 擦りつけマ○コ4時間SP（12月20日、Primo）

2011年
- ペニバン レズビアン（1月28日、LADIES♀ROOM）
- ギャルと熟女のペニバンファック 4時間（5月15日、JNS）
- 熟女×少女14組の淫らなレズ 濡れて止まらない敏感マ○コ 4時間（6月1日、LOVE BETES）
- 禁断の調教レズビアン 熟女と少女4時間（7月19日、LOVE BETES）
- レズ調教 3 （熟娘編） 4時間（8月15日、EXTRA）
- 禁断・女子校生レズビアン 4時間（8月25日、JNS）
- 潮吹きレズビアン（10月28日、LADIES♀ROOM）
- S級レズタチプレイ（11月25日、LADIES♀ROOM）
- ギャルだらけの逆チカン路線バス!8時間2枚組総集編全発射シーンもれなく収録SP!!（12月8日、GARCON）

2012年
- ペニバン レズビアン 2（5月25日、LADIES♀ROOM）

### フェチ作品
- Body Conscious VOL.02（2008年7月4日、トラコレ）
- 集団ダンスバトル（2009年10月19日、style art）